# Börsenindex
Der Börsenindex (Plural Börsenindizes, Börsenindices´; englisch stock exchange index) ist eine volkswirtschaftliche Kennzahl, die an jedem Handelstag aus allen oder ausgewählten Börsenkursen der an einer Wertpapierbörse gehandelten Effekten ermittelt wird.

## Allgemeines
Die Kennzahl repräsentiert die Marktentwicklung an einer Börse, je mehr Handelsobjekte (Aktien, Anleihen, Investmentzertifikate) in sie einbezogen sind. Ihr Zweck ist die Wiedergabe eines Börsentrends, der sich aus dem Vergleich mehrerer Handelstage ergeben kann. Ein Börsenindex reflektiert die Kursentwicklung besser als lediglich eine Aktie, so dass dieser auch als Konjunkturindikator („Börsenbarometer“) dienen kann. Da sich verschiedene Wertpapierarten durchaus unterschiedlich entwickeln können, wird in den einzelnen Börsensegmenten zwischen Aktienindex, Rentenindex und anderen Indizes unterschieden. Jede bedeutende Börse hat mindestens einen eigenen Index, der den Kursverlauf an dieser Börse widerspiegelt. 

## Arten
Die Frankfurter Börse veröffentlicht mehrere Aktienindizes, von denen der DAX der bekannteste ist. Er beinhaltet die 40 wichtigsten deutschen Aktien mit dem höchsten Börsenumsatz. Sein Pendant für Anleihen ist für Bundeswertpapiere der Deutsche Rentenindex. Die Wiener Börse ermittelt den Austrian Traded Index (ATX), die Schweizer Börse den Swiss Market Index (SMI). Die London Stock Exchange kennt unter anderem den FTSE 100 Index, die Pariser Börse den CAC 40, die Borsa Italiana den FTSE MIB. Der Dow Jones Industrial Average repräsentiert die Aktien an der New York Stock Exchange. Im Unterschied zum „Dow Jones“ enthält der DAX eine Gewichtung nach Marktkapitalisierung.
In den USA unterscheidet man „breit gefasste“ (englisch broad based) Aktienindizes wie den S&P 500 und „enger gefasste“ (englisch narrow based) Börsenindizes wie den S&P 100. Die Repräsentativfunktion von Indizes steigt, je mehr Handelsobjekte im Index erfasst werden.

## Ermittlung
Wie bei jedem Index wird zunächst ein Basisjahr (oder Basistag) festgelegt. Die in diesem Basisjahr notierten Börsenkurse werden als Durchschnittswert ermittelt und mit 100 gleichgesetzt. Erhöhen sich in den folgenden Jahren (an den folgenden Tagen) die Kurse, steigt der Börsenindex über 100, fallen die Kurse, fällt entsprechend der Index unter 100. Der Börsenindex wird an jedem Handelstag ermittelt. 
Die Ermittlung des Börsenindexes geschieht dabei in der Regel auf folgende Weise:
{\displaystyle {\text{X}}={\frac {\sum _{i=1}^{n}w_{i}\cdot I_{i}}{\sum _{i=1}^{n}w_{i}}}}.
Es bedeuten:

{\displaystyle X}: relative Erreichung des Zielwerts des Börsenindex

{\displaystyle I}: relative Erreichung des Zielwerts des Börsenkurses

{\displaystyle n}: Anzahl der in den Index eingehenden Börsenkurse

{\displaystyle w_{i}}: Gewichtungsfaktor des Börsenkurses.
Beim Dow Jones Industrial Average wird Folgendes verwendet: {\displaystyle {\text{X}}={\frac {\sum _{i=1}^{n}I_{i}}{n}}}.
Je mehr Börsenkurse in den Börsenindex eingehen, umso repräsentativer ist seine Aussagekraft für die jeweilige Börse oder deren Börsensegment. Mit der zunehmenden Gewichtung einzelner Börsenkurse im Index steigt die Gefahr, dass deren Veränderung die Veränderung des Börsenindex überproportional beeinflusst.

## Wirtschaftliche Aspekte
Die Marktanalyse über Börsenindizes kann im Rahmen der Fundamentalanalyse und/oder der Chartanalyse erfolgen. Beide beziehen diese Indizes in ihr Analysekonzept als Teil der Auswertung mehrerer Kennzahlen und Unternehmensdaten ein. Der Börsenindex soll die Kursveränderungen repräsentieren, die täglich an einer Börse stattfinden. Ändert sich der Kurs nur einer Aktie und die anderen bleiben gleich, so hat das sehr geringe oder keine Auswirkungen auf den Index. Wenn sich jedoch eine Vielzahl von Aktien in die gleiche Richtung verändert, so verändert sich auch der Index. Kursschwankungen von höher gewichteten DAX-Werten führen zu einem größeren Einfluss auf die Indexentwicklung als Kursschwankungen geringer gewichteter Aktien. Börsenindizes erfüllen auch eine operative Funktion, weil sie als Grundlage für Futures (Index-Futures) und Optionen (etwa Option auf einen Aktienindex-Terminkontrakt) dienen. und Indexfonds (ETF) auf sie angelegt werden.
Die Berichterstattung der Massenmedien erwähnt den Börsenindex stellvertretend für die Entwicklung auf dem gesamten Aktien- oder Rentenmarkt. Insbesondere für institutionelle Anleger wie Investmentfonds ist der Index ein wichtiges Benchmark bei der Performance eines Portfolios. Übertrifft ein Portfolio oder eine einzelne Aktie den Börsenindex, handelt es sich um einen Outperformer, andernfalls um einen Underperformer; bei Gleichlauf liegt ein Marketperformer vor.

## Weitere Indizes
- Immobilienindex, als Kennzahl zur Entwicklung der Immobilienpreise
- Rohstoffindex, als Kennzahl zur Entwicklung der Rohstoffpreise
- Warenindex, als Kennzahl zur Entwicklung der Preise von Commodities